# Adam Mierchowski
Adam Mierchowski OCist (ur. ?, zm. w 1574) – polski duchowny rzymskokatolicki, cysters, biskup pomocniczy kujawsko-pomorski.

## Życiorys
13 kwietnia 1565 papież Pius IV prekonizował go biskupem pomocniczym kujawsko-pomorskim oraz biskupem in partibus infidelium margaryteńskim. Brak informacji kto i kiedy udzielił mu sakry biskupiej.